# بطولة الأمم الخمس للسيدات 2001
بطولة الأمم الخمس للسيدات 2001 (بالفرنسية: Tournoi des Cinq Nations féminin 2001)‏ هو الموسم 6 من  بطولة الأمم الست للسيدات. أقيم خلال الفترة 3 فبراير 2001 وحتى 8 أبريل 2001، وفاز فيه منتخب إنجلترا الوطني لاتحاد الرغبي للسيدات.